# Cantone di La Réole
Il Cantone di La Réole era una divisione amministrativa dell'arrondissement di Langon.
A seguito della riforma approvata con decreto del 20 febbraio 2014, che ha avuto attuazione dopo le elezioni dipartimentali del 2015, è stato soppresso.

## Composizione
Comprendeva i comuni di:
- Bagas
- Blaignac
- Bourdelles
- Camiran
- Casseuil
- Les Esseintes
- Floudès
- Fontet
- Fossès-et-Baleyssac
- Gironde-sur-Dropt
- Hure
- Lamothe-Landerron
- Loubens
- Loupiac-de-la-Réole
- Mongauzy
- Montagoudin
- Morizès
- Noaillac
- La Réole
- Saint-Exupéry
- Saint-Hilaire-de-la-Noaille
- Saint-Michel-de-Lapujade
- Saint-Sève